# Saltillo (Adjuntas)
Saltillo es un barrio ubicado en el municipio de Adjuntas en el estado libre asociado de Puerto Rico. En el censo de 2010 tenía una población de 2664 habitantes y una densidad poblacional de 142,6 personas por km².

## Geografía
Saltillo se encuentra ubicado en las coordenadas 18°8′10″N 66°43′5″O / 18.13611, -66.71806. Según la Oficina del Censo de los Estados Unidos, Saltillo tiene una superficie total de 18,68 km², de la cual 18,54 km² corresponden a tierra firme y (0,76%) 0,14 km² es agua.

## Demografía
Según el censo de 2010, había 2664 personas residiendo en Saltillo. La densidad de población era de 142,6 hab./km². De los 2664 habitantes, Saltillo estaba compuesto por el 91,14% blancos, el 2,63% eran afroamericanos, el 0,9% eran amerindios, el 4,13% eran de otras razas y el 1,2% pertenecían a dos o más razas. Del total de la población el 99,4% eran hispanos o latinos de cualquier raza.